# Pariambia unduligera
Pariambia unduligera är en fjärilsart som beskrevs av Butler 1889. Pariambia unduligera ingår i släktet Pariambia och familjen nattflyn. Inga underarter finns listade i Catalogue of Life.